# Bad Brückenau

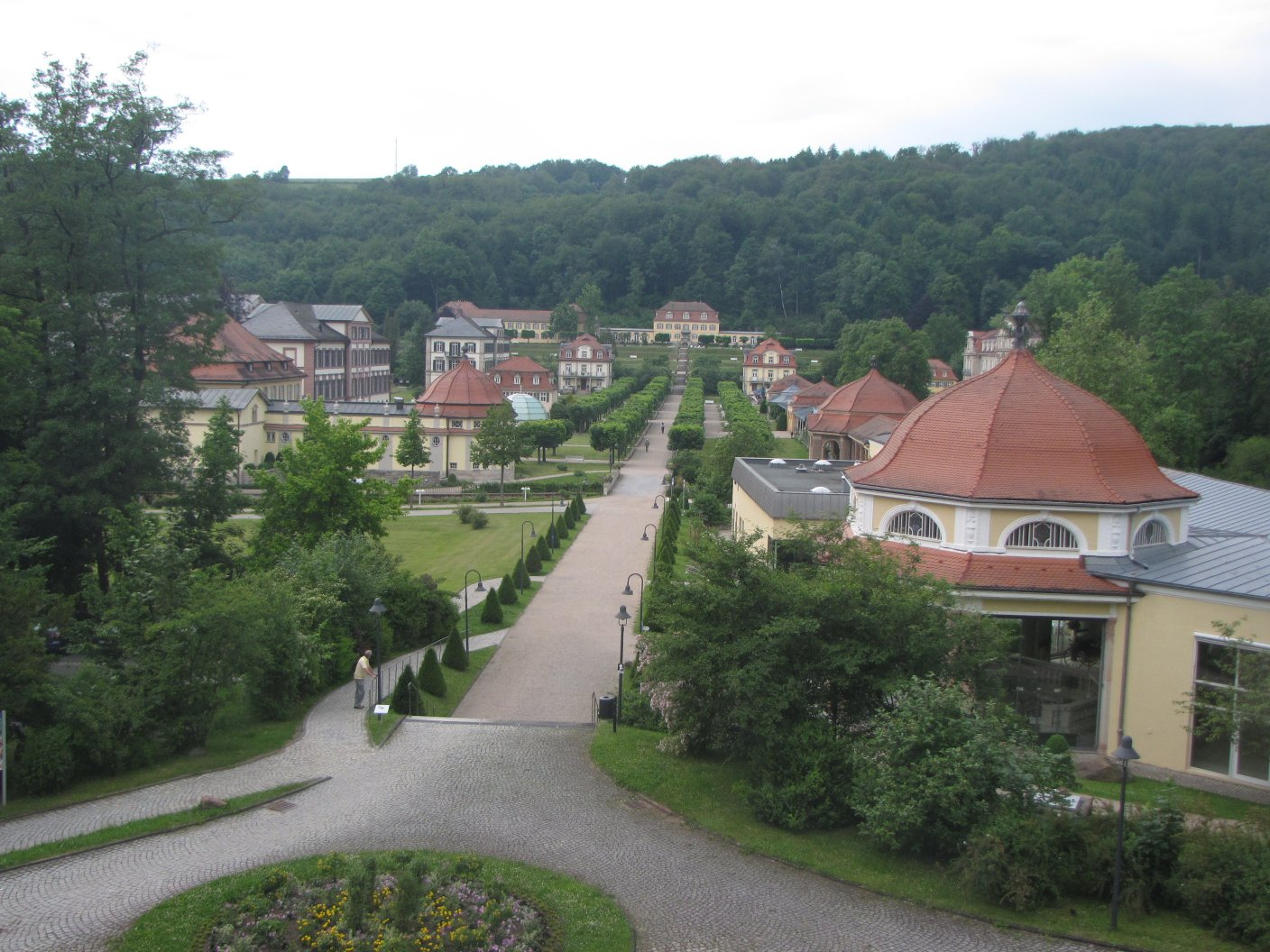
Staatsbad Brückenau

Bad Brückenau (Lỗi Lua trong Mô_đun:IPA tại dòng 52: invalid option '%T' to 'format'.ⓘ) là một thị xã nghỉ dưỡng với suối nước nóng thuộc huyện Bad Kissingen bang Bayern nước Đức. Bad Brückenau nằm ở núi Rhön, 30 km về phía nam Fulda.
Đô thị này có diện tích 23,73 km², dân số thời điểm ngày 2 tháng 1 năm 2006 là 7154 người.